# Mary Holland
Pour les articles homonymes, voir Mary et Holland.
Mary Holland, née le 24 juin 1985, est une actrice et scénariste américaine.

## Filmographie

### Comme actrice
- 1986 : The Little and Large Show (série télévisée)
- 2011 : 00:24 (court métrage) : femme qui crie
- 2011 : Voodoo Xerox Mechanic (court métrage) : Celeste
- 2012 : Whose Excited...? (court métrage) : Suzette
- 2012 : Touching Ourselves (court métrage)
- 2012 : Turkey Day (court métrage) : Jessica
- 2012 : Sketchy (série télévisée) : Sarah
- 2013 : Cinnamon Sugar (court métrage) : Augustine
- 2013 : Complex (série télévisée) : Maggie
- 2013 : Single Siblings (série télévisée) : Kim
- 2013 : Above Average Presents (série télévisée)
- 2013 : The Hand Bra by Rebecca Romijn (court métrage)
- 2013 : A Die Hard Christmas Party with Reginald VelJohnson (court métrage)
- 2014 : Sombreros - Smash the Big Game (court métrage)
- 2014 : Mass Shooting News Team (court métrage)
- 2014 : Theme Song Rebel (court métrage) : la reportère
- 2014 : Silicon Valley (série télévisée) : Sherry
- 2014 : No Is a Full Sentence (court métrage) : la directrice de casting
- 2014 : The Birthday Boys (série télévisée)
- 2014 : The Britishes (mini-série) : Thorn (3 épisodes)
- 2012-2014 : CollegeHumor Originals (série télévisée) : Emily (4 épisodes)
- 2015 : Parks and Recreation (série télévisée) : Victoria Herzog
- 2015 : Wild Horses: Stakeout (court métrage)
- 2015 : The Worst Year of My Life : Crying Date
- 2015 : Parkour Anarchy (court métrage) : DJ
- 2015 : The Shrink (série télévisée) : Gale
- 2014-2015 : UCB Comedy Originals (mini-série) (4 épisodes)
- 2015 : Pitiful Creatures (série télévisée) : Mary
- 2015 : Textbook Adulthood : Connie
- 2015 : The Mindy Project (série télévisée) : Mom
- 2015 : Parallel Parking (court métrage)
- 2015 : Truth Be Told (série télévisée) : Amy
- 2016 : It's Always Sunny in Philadelphia (série télévisée) : Blair, la directrice de la galerie
- 2016 : Hairpin Bender (court métrage) : Jennifer
- 2016 : Betch (série télévisée) : Mom
- 2016 : News Hits (téléfilm) : Christina
- 2016 : Bad Internet (série télévisée)
- 2016 : Mike and Dave Need Wedding Dates : Becky
- 2016 : The Good Place (série télévisée) : Paula Ouncerock
- 2013-2016 : Comedy Bang! Bang! (série télévisée) : Gail Summercat / Party Guest / Magpie / ... (6 épisodes)
- 2016 : Mr. Neighbor's House (téléfilm) : Ms. Lady
- 2015-2016 : Blunt Talk (série télévisée) : Shelly (19 épisodes)
- 2016 : The Airlines Recommit to F*cking Your Sh*t Up This Holiday Season (court métrage)
- 2016 : The Fun Company (court métrage) : Nancy
- 2016-2017 : The UCB Show (série télévisée) : l'actrice (3 épisodes)
- 2017 : Casting a Virtual Reality Commercial (court métrage) : Diane
- 2017 : Michael Bolton's Big, Sexy Valentine's Day Special : Dianne
- 2017 : New Girl (série télévisée) : Gil
- 2017 : Drive Share (série télévisée)
- 2017 : Shrink (série télévisée) : Rachel (8 épisodes)
- 2017 : Threadbare (série télévisée) : Lily
- 2017 : Brooklyn Nine-Nine (série télévisée) : Tricia
- 2017 : Bajillion Dollar Propertie$ (série télévisée) : Missy
- 2017 : Veep (série télévisée) : Shawnee Tanz (5 épisodes)
- 2017 : And Then There Was Eve : Laura
- 2017 : Lane Woods Finds Love
- 2017 : Unicorn Store : Joanie
- 2017 : Dice (série télévisée) : Trudy (2 épisodes)
- 2017 : Household Name (téléfilm) : Wendy
- 2018 : Crazy Ex-Girlfriend (série télévisée) : la vendeuse du magasin d'animaux
- 2018 : American Housewife (série télévisée) : Ashley Clark
- 2018 : Mr. Neighbor's House 2 (téléfilm) : Miss Lady
- 2018 : Craig of the Creek (série télévisée) : Maney (voix) (2 épisodes)
- 2016-2018 : Animals. (série télévisée) : Lillie / Daphne / ... (7 épisodes)
- 2018 : Le Paquet (The Package) : l'infirmière
- 2018 : Happy Together (série télévisée) : Suzanne
- 2015 : Piece of Cake (court métrage) : Lisa
- 2017 : John (court métrage) : Shelley
- 2019 : Greener Grass : Kim Ann
- 2019 : Good Posture : Pauline
- 2019 : Robbie (série télévisée) : Janie
- 2020 : Ma belle-famille, Noël, et moi (Happiest Season) de Clea DuVall
- 2022 : La Femme qui habitait en face de la fille à la fenêtre (The Woman in the House Across the Street from the Girl in the Window) (mini-série)
- 2022 : Senior Year : Martha
- 2023 : Qui a tué Maggie Moore(s) ? (Maggie Moore(s)) de John Slattery : Maggie Lee Moore
- 2024 : Ghosts : fantômes à la maison : Patience

### Comme scénariste
- 2020 : Ma belle-famille, Noël et moi (Happiest Season) de Clea DuVall